# 2002. godine u Splitu (EP)
2002. godine u Splitu maksi singl je hrvatskog skladatelja, tekstopisca i glazbenika Dina Dvornika, koji izlazi 2001. g.
Objavljuje ga diskografska kuća Croatia Records, sadrži šest skladbi, a njihov producent je Nenad Vilović.
Ovaj maksi singl izdan je kao skup pjesama koje je Dino Dvornik izveo na Splitskom festivalu, a sadrži skladbe koje su sve veliki hitovi, "2002. godine u Splitu", "Ništa kontra Splita", "Blizu oltara", "Pogled s kineskog zida", "Dalmacija rap" i bonus skladba u izvedbi Olivera i Mladih batala "2002. godine u Splitu" iz 1975. godine.
Dino Dvornik 1996. za skladbu "Ništa kontra Splita" od Nenada Vilovića bio je nominiran za prestižnu hrvatsku diskografsku nagradu, Porin, u kategoriji hit godine.

## Popis pjesama
1. "2002. godine u Splitu" - 3:07 p&c 2001.
  - Vilović - Vilović - Vilović
2. "Ništa kontra Splita" - 3:27 p&c 1995. (1. nagrada publike)
  - Vilović - Vilović - Vilović
3. "Blizu oltara" - 3:28 p&c 1997. (2. nagrada publike, nagrada za foto look i osobnost)
  - Vilović - Vilović - Vilović
4. "Pogled s kineskog zida" - 3:48 p&c 1996.
  - Vilović - Vilović - Vilović
5. "Dalmacija rap" - 3:25 p&c 1994. (2. nagrada stručnog žirija)
  - Vilović - Vilović - Vilović
6. "2002. godine u Splitu" - 4:23 p&c 1975.
  - Vilović - Vilović - Vilović

## Izvođači i produkcija
- Producent - Nenad Vilović
- Izvođač - Dino Dvornik
- Snimljeno u studiju - Studio Vilović, Split
- Ovitak - Ivan Piko Stančić, Lada Stančić

## Vanjske poveznice
- discogs.com - Dino Dvornik - 2002. godine u Splitu